# غرانبيلم
غرانبيلم (باليابانية: グランベルム، بالروماجي: Guranberumu) (بالإنجليزية: Granbelm)‏ هو مسلسل أنمي تلفزيوني من إخراج ماساهارو واتانابي وجوكي هانادا، ومن إنتاج استوديو نيكزس، عرض الأنمي في 5 يوليو عام 2019 واستمر عرضه 26 سبتمبر عام 2019، وتكون من 13 حلقة.

## القصة
تدور أحداث القصة في الماضي البعيد، حيث كان العالم غني بالسحر، حتى أن السحرة والساحرات استخدموا السحر في الحرب ضد بعضهم البعض، مما أدى إلى جر العالم إلى حافة الهلاك، ومن أجل منع ذلك قام مجموعة من السحرة بختم سحر العالم في أداة تعرف بأسم ماجيكوناتسو، منذ ذلك الوقت نُسي السحر، وبدأ السحرة بالاختفاء ببطء، ولكن بقية القليل من العائلات السحرية موجودة في هذا العالم.

## الشخصيات

### الشخصيات الرئيسية
مانغيتسو كوهيناتا (باليابانية: 小日向 満月، بالروماجي: Kohinata Mangetsu)
مؤدية الصوت: ميوري شيمابوكورو
شينغيتسو إيرنيستا فوكامي (باليابانية: 新月 エルネスタ 深海، بالروماجي: Shingetsu Erunesuta Fukami)
مؤدية الصوت: أتسومي تانيزاكي
آنا فوغو (باليابانية: アンナ・フーゴ، بالروماجي: Anna Fūgo)
مؤدية الصوت: يوكو هيكاسا
سويتشو هاكامادا (باليابانية: 袴田 水晶، بالروماجي: Hakamada Suishō)
مؤدية الصوت: آوي يوكي
روسا (باليابانية: ロサ، بالروماجي: Rosa)
مؤدية الصوت: تشيناتسو أكاساكي
نيني رين (باليابانية: 林 寧々، بالروماجي: Rin Nene)
مؤدية الصوت: يوريكا كوبو
كون تسوتشيميدو (باليابانية: 土御門 九音، بالروماجي: Tsuchimikado Kuon)
مؤدية الصوت: ماناكا إيوامي
كيدو كوهيناتا (باليابانية: 小日向 希望، بالروماجي: Kohinata Kibō)
مؤدية الصوت: هيكارو أكاو
نانا رين (باليابانية: 林 菜々، بالروماجي: Rin Nana)
مؤدية الصوت: جوري كيمورا
ميمي رين (باليابانية: 林 美々، بالروماجي: Rin Mimi)
مؤدية الصوت: نوزومي كاسوغا
كلير فوغو (باليابانية: クレア・フーゴ، بالروماجي: Claire Fūgo)
مؤدية الصوت: ماريكا كونو
ساشا (باليابانية: サーシャ، بالروماجي: Sāsha)
مؤدية الصوت: يومي أوتشياما
شيسوي تسوتشيميكادو (باليابانية: 土御門 四翠، بالروماجي: Tsuchimikado Shisui)
مؤدية الصوت: يوكاري تامورا

## وصلات خارجية
- الموقع الرسمي باللغة اليابانية
- غرانبيلم على موقع IMDb (الإنجليزية)
- غرانبيلم على موقع فيلمافينيتي (الإسبانية)
- غرانبيلم على موقع قاعدة بيانات الفيلم (الإنجليزية)
- غرانبيلم على موقع ANN anime (الإنجليزية)